# راندبورغ
راندبورغ هي بلدة، في جنوب أفريقيا، تقع في City of Johannesburg Metropolitan Municipality ‏، بلغ عدد سكانها 337,053  نسمة وذلك حسب إحصائيات سنة 2011، تبلغ مساحتها 167.98 كيلومتر مربع.

## أعلام
- مايكل مورتون
- ديفيد لويس
- دنيس بيرس